# Villers-Saint-Christophe
Villers-Saint-Christophe is een gemeente in het Franse departement Aisne (regio Hauts-de-France) en telt 457 inwoners (2005). De plaats maakt deel uit van het arrondissement Saint-Quentin.

## Geografie
De oppervlakte van Villers-Saint-Christophe bedraagt 9,0 km², de bevolkingsdichtheid is 50,8 inwoners per km².
De onderstaande kaart toont de ligging van Villers-Saint-Christophe met de belangrijkste infrastructuur en aangrenzende gemeenten.

## Demografie
Onderstaande figuur toont het verloop van het inwonertal (bron: INSEE-tellingen).
Vanwege een beveiligingsprobleem met de MediaWiki Graph-software is het momenteel niet mogelijk deze grafiek weer te geven. Zodra de software is bijgewerkt zal de grafiek vanzelf weer zichtbaar worden.

## Afbeeldingen

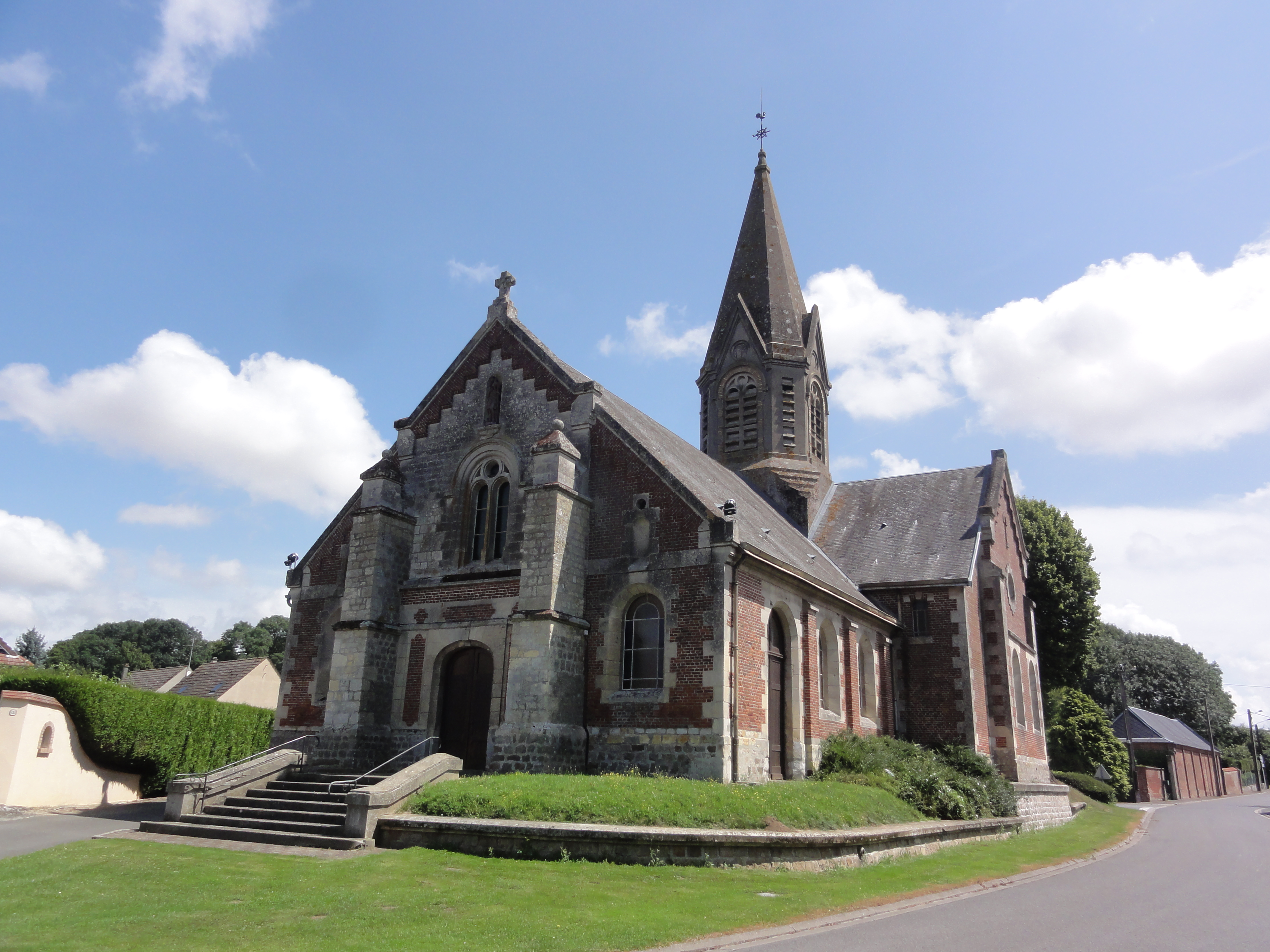
Kerk Saint-Christophe et Saint-Jacques
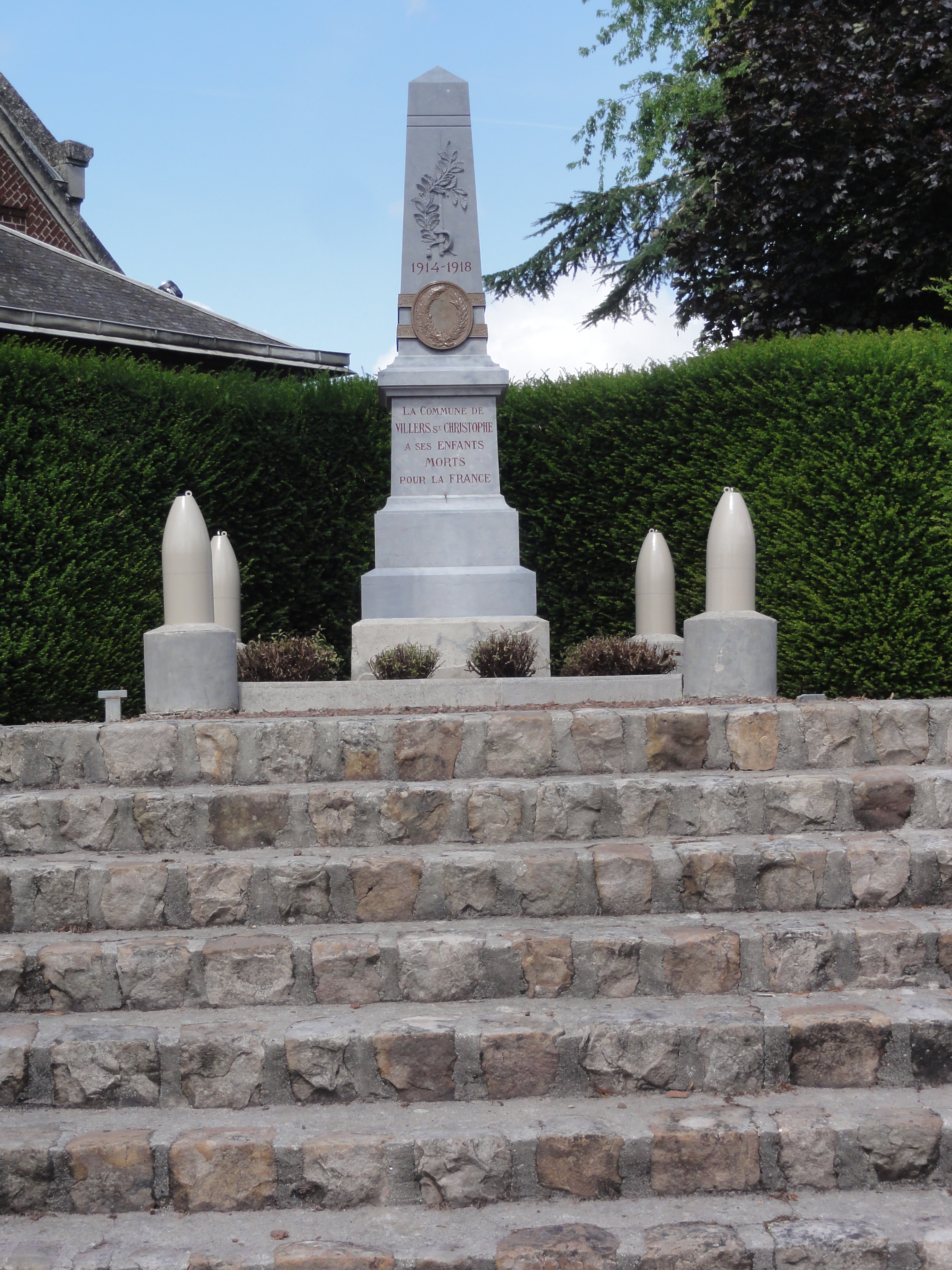
Oorlogsmonument
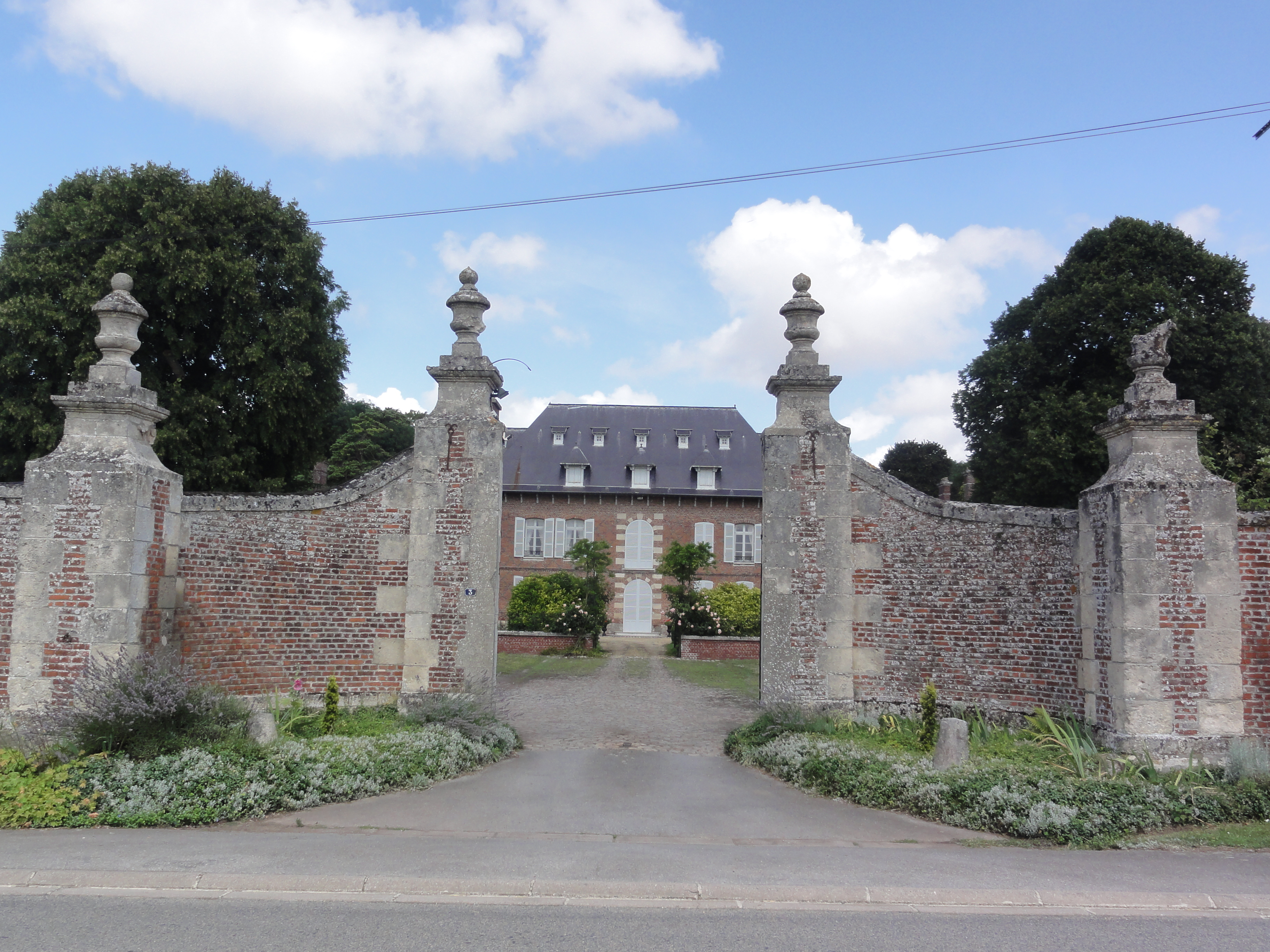
Kasteel